# Scheinproblem
Das Wort Scheinproblem wird im alltäglichen Sprachgebrauch in der Regel in kritischer Absicht verwendet, um die Aufmerksamkeit in Frage zu stellen, die jemand auf die Lösung eines bestimmten Problems verwendet. Die mit dem Wort zum Ausdruck gebrachte Kritik ist, dass sich dieses Problem eigentlich nicht stelle. Der es zu lösen versucht, hat entweder nicht erkannt, wie leicht dieses Problem tatsächlich lösbar wäre, oder er investiert hier Mühen auf ein kaum lösbares Problem, um sich nicht mit den Problemen auseinanderzusetzen, deren Lösung für ihn viel wichtiger wäre.

## Scheinprobleme in der Philosophie
Das Scheinproblemverfahren führt Karl Popper auf Ludwig Wittgenstein zurück. Nach Wittgenstein gebe es grundsätzlich keine philosophischen Probleme; entweder sei ein Problem ein Scheinproblem, oder es lasse sich wissenschaftlich lösen. Nach Popper indes sollte man sich nicht mit der Feststellung begnügen, dass ein Problem ein Scheinproblem sei (zum Beispiel das Universalienproblem) oder lediglich noch nach einer psychologischen Erklärung suchen, warum die Frage überhaupt in dieser Form entstanden sei. Vielmehr soll man hinter dem falsch gestellten Problem das echte Problem suchen, das in der Regel ein erkenntnistheoretisches sei.
Innerhalb der Philosophie ist der Begriff zu einem Kampfbegriff geworden, womit sich insbesondere die verschiedenen Vertreter des Positivismus von solchen Debatten abgrenzen, die sie innerhalb ihrer eigenen Philosophie nicht fortzuführen beabsichtigen.
Die Frage, ob es ein Leben nach dem Tod gibt, erzeugte einen Streit zwischen Anhängern der Religionen und Materialisten, die behaupten, dass der Mensch keine Seele habe und allein aus Materie bestehe, mithin nach dem Tode sich wieder in bewusstlose Materie auflöse. Aus positivistischer Sicht sind in diesem Streit bereits Prämissen gesetzt, die kaum zu fundieren sind. Alles, worüber wir verfügen, sind Sinnesdaten, die wir ordnen und interpretieren. Ob es eine Seele gibt, die dieses leistet oder eine Materie, von der Sinnesempfindungen ausgehen, ist bereits Teil der jeweiligen Interpretation. Mit Sinnesdaten werden wir jedoch absehbar nie an die Stelle gelangen, an der das mit der Frage gestellte Problem überhaupt auftaucht.
In der mit Wittgenstein vollzogenen Wendung eines Nachdenkens über Aussagen kehrt dieselbe Option, Probleme auszuschließen, wieder: Man kann darüber nachdenken, ob es möglich ist, die Welt, wie wir sie wahrnehmen, vollständig mit Aussagen zu beschreiben – und dies begründbar bejahen. Man wird jedoch im selben Beweisverfahren zu dem Schluss kommen, dass Aussagen über Gut und Böse und Kausalität nicht mit vergleichbaren Untersuchungen getan werden können. Die Sätze zu Kausalität und zu Gut und Böse erlauben nicht im selben Maße eine Vereinbarung darüber, was der Fall sein soll, wenn sie wahr oder falsch sind. Bei Kausalitätsaussagen lässt sich so etwa nicht sagen, welchen zusätzlichen Aussagewert sie haben sollen, verglichen mit Feststellungen, dass bestimmte Dinge immer dann geschehen, wenn andere Dinge geschehen. Bei moralischen Aussagen gelangen wir immer allenfalls zu Aussagen im Blick auf Ziele, die wir uns setzen: Etwas mag gut sein, um ein bestimmtes Ziel zu erreichen, jedoch bleibt es eine Frage der Entscheidung – und nicht der Erkenntnis – ob es gut ist, das übergeordnete Ziel zu erreichen.
Es wird aus positivistischer Sicht damit nicht unbedingt uninteressant, sich Fragen der Moral zu stellen, doch verlagert sich das Problem: Von den Wissenschaften wird man eine Antwort nicht erwarten dürfen, falls man sie darauf verpflichtet, die Welt möglichst einfach zu beschreiben. Von der Frage, ob wahr oder unwahr und damit von der Frage der Welterkenntnis beginnen sich damit Fragen zu entkoppeln, von denen man bislang hoffte, sie auf diesem Gebiet mit größerer Sicherheit beantworten zu können. Man kann hier eine Verweigerungshaltung kritisieren, die Nichtbereitschaft von Scheinprobleme witternden Philosophien, sich mit bestehenden Problemen zu beschäftigen – oder aber eine Intensivierung der Debatte, denn mit ganz anderer Verantwortung muss entschieden werden, falls die Wissenschaften, die Philosophie oder die Religion nachweisbar nicht privilegiert bestimmte Fragen beantworten können.